# Johannes Nicolaus Brønsted
Johannes Nicolaus Brønsted (daneză: [joˈhanˀəs ˈneɡolɑwˀs ˈbʁɶnsdɛð]; n. 22 februarie 1879, în Varde– d. 17 noiembrie 1947) a fost un chimist și fizician danez ce a activat în domeniul electrochimiei și termochimiei.
El a obținut o diplomă în inginerie chimică în 1899 și doctoratul în 1908 de la Universitatea din Copenhaga și a fost imediat numit profesor de anorganică și chimie fizică la aceeași universitate.
În 1906 a publicat prima din numeroasele sale lucrări referitoare la afinitatea pentru electroni, și, în același timp cu chimistul englez Thomas Martin Lowry, a introdus teoria protonică a reacțiilor acido-bazice (Teoria acido-bazică Brønsted-Lowry), în 1923. în același an, Gilbert N. Lewis a propus o teorie electronică a reacțiilor acido-bazice, dar ambele teorii rămân încă frecvent utilizate.